# Aten Patera
L'Aten Patera è una struttura geologica della superficie di Io.